# Vanessa Vallejo
 Vanessa Vallejo  (Cali, Colombia; 6 de enero de 1989) es una economista, columnista e opinadora colombiana paleolibertaria. Fue editora en jefe del diario PanAm Post y miembro de la mesa de trabajo del conocido programa radial colombiano La Hora de La Verdad, dirigido por el exministro Fernando Londoño Hoyos. 
Actualmente reside en Washington D. C., donde es coeditora en jefe de El American, un medio hispano-estadounidense. Emigró a Estados Unidos después de una querella instaurada por el senador de las FARC, Carlos Antonio Lozada, exigiendo a la comunicadora retractarse por llamarle «violador». El caso en su contra terminó cuando el juez del caso declaró la nulidad del fallo en el que le exigía a la periodista retractarse de sus acusaciones en contra el senador.

## Biografía
Vanessa Vallejo es economista de la Universidad del Valle, y coeditora en jefe de la plataforma de noticias estadounidense El American.
Se dedica a analizar la realidad económica y política de Estados Unidos y Latinoamérica, desde una perspectiva de la Escuela Austriaca de economía, tomando posturas que pueden llegar a considerarse controversiales.
Vanessa Vallejo da a conocer escuela austriaca de economía ya que según ella solo se enseña keynesianismo, monetarismo y marxismo. Fue miembro de la mesa de trabajo del conocido programa radial "La Hora de La Verdad", dirigido por el exministro Fernando Londoño Hoyos.  Se ha mostrado en sus editoriales contraria al feminismo, el ecologismo y el movimiento me tooHa reivindicado la figura de Pinochet, Fujimori y Rafael Videla como ejemplos de líderes de la libertad.

### Controversias
El 8 de noviembre de 2019 un juzgado de Bogotá falló a favor de una demanda del senador de las FARC, Carlos Antonio Lozada, en contra del PanAm Post y su coeditora en Jefe, Vanessa Vallejo. El senador de las FARC presentó la demanda luego de que Vallejo publicara una columna de opinión titulada “Los violadores que son honorables congresistas en Colombia". El juez ordenó a Vallejo retractarse; sin embargo, la defensa de Vallejo solicitó que se anulara el fallo y el juez admitió la solicitud. Finalmente, el 10 de marzo del 2020, el mismo juez declaró improcedente la demanda de Carlos Antonio Lozada.